# The Green Archer (1940)
The Green Archer é um seriado estadunidense de 1940, gênero ação, dirigido por James W. Horne, em 15 capítulos, estrelado por Victor Jory, Iris Meredith e Dorothy Fay. Foi produzido e distribuído pela Columbia Pictures, e veiculou nos cinemas estadunidenses a partir de 1 de outubro de 1940.
Foi o 12º dos 57 seriados realizados pela Columbia Pictures, e foi baseado no romance de 1923 de Edgar Wallace, The Green Archer, que anteriormente fora adaptado pela Pathé num outro seriado, também intitulado The Green Archer, em 1925.

## Sinopse
A luta pelos bens dos Bellamy termina com Michael Bellamy acusado de assassinato e morto no caminho para a prisão, enquanto seu irmão, Abel Bellamy, assume o controle dos imóveis para seus próprios planos nefastos. Bellamy usa o Castelo de Garr como base para sua quadrilha de ladrões de jóias, e seqüestra a esposa de seu irmão para manter as coisas em silêncio. O investigador de seguros Spike Holland entra no caso e Bellamy envia continuamente sua gangue para acabar com ele. Detetive Thompson, que representa a lei, raramente é de alguma ajuda. Enquanto isso, o Arqueiro Verde, um atirador mascarado, rouba silenciosamente através do Castelo de Garr e os campos da propriedade, confundindo as forças inimigas.

## Elenco
- Victor Jory … Spike Holland, investigador
- Iris Meredith … Valerie Howett, irmã de Elaine Bellamy
- James Craven … Abel Bellamy, vilão que lidera gangue de ladrões de jóias no Castelo Garr
- Robert Fiske … Savini
- Dorothy Fay … Elaine Bellamy, esposa de Michael Bellamy
- Forrest Taylor … Parker Howett, pai de Elaine Bellamy
- Jack Ingram … Brad
- Joseph W. Girard … Inspetor Ross
- Fred Kelsey … Capitão Thompson
- Kit Guard … Dinky Stone
- Kenne Duncan … Michael Bellamy
- Tom London … detetive
- Edward Hearn ... policial (não-creditado)

### Dublê
- Eddie Parker dublando Victor Jory (Spike Holland)

### Capítulos
1. Prison Bars Beckon
2. The Face at the Window
3. The Devil's Dictograph
4. Vanishing Jewels
5. The Fatal Spark
6. The Necklace of Treachery
7. The Secret Passage
8. Garr Castle is Robbed
9. Mirror of Treachery
10. The Dagger that Failed
11. The Flaming Arrow
12. The Devil Dogs
13. The Deceiving Microphone
14. End of Hope
15. The Green Archer Exposed[3]

## Produção
O seriado foi lançado em 1 de outubro de 1940, e é um dos mais lembrados de 1940.  Foi relançado em 13 de junho de 1957.
O roteiro segue o romance de Edgar Wallace, The Green Archer, que já inspirara outro seriado, sob o mesmo título The Green Archer, pela Pathe Exchange, em 1925.
Em 1961, o romance de Wallace foi refilmado na Alemanha, com 95 minutos, sob o título Der grüne Bogenschütze.